# Gesetz zur Aufrechterhaltung der öffentlichen Sicherheit (Japan)
Das japanische Gesetz zur Aufrechterhaltung der öffentlichen Sicherheit (jap. 治安維持法, chian iji hō, engl. Peace Preservation Law, „Friedenssicherungsgesetz“) wurde am 22. April 1925 erlassen und trat am 12. Mai in Kraft. Das Gesetz galt im gesamten Territorium des Japanischen Kaiserreichs.

## Geschichte
Das Gesetz wurde von Vertretern der regierenden Elite unter der Führung von Justizminister Hiranuma Kiichirō eingebracht, die wegen linksradikaler Strömungen im japanischen Hoheitsgebiet besorgt waren (insbesondere wegen des Attentats auf den Kronprinzen 1923). Es wurde zur Grundlage der politischen Unterdrückung und Verfolgung seitens des japanischen Staates in den nächsten zwei Dekaden.
1928 wurde das Höchststrafmaß des Gesetzes auf die Todesstrafe ausgedehnt und 1941 nochmal erweitert, um Durchführung und Anklage zu vereinfachen.
Hauptinhalt des Gesetzes war, dass Mitglieder von „Organisationen, die das japanische Nationalwesen (kokutai) oder Privateigentum ablehnen“ mit Gefängnis oder Zuchthaus von bis zu 10 Jahren zu bestrafen seien. Zunächst wurden nur Anarchisten, Kommunisten und Sozialisten aufgrund des Gesetzes verfolgt, später Vertreter aller möglichen Strömungen. Das Justizministerium gründete für diese Zwecke sogar eine „Gedanken-Abteilung“; das Bezirksgericht Kyōtos gründete Mitte 1927 eine eigene Abteilung für „Gedankenverbrechen“. Unter der Regierung Tanaka Giichis wurde dieses System um mehrere Maßnahmen erweitert, darunter die Anwerbung informeller Mitarbeiter aus dem Studenten-Milieu, um die Campus unter Kontrolle zu behalten.

## Anwendung, Auswirkungen
Insgesamt wurden zwischen 1928 und 1941 aufgrund des Gesetzes knapp 66.000 Personen festgenommen (allerdings wurden nur weniger als 6.000 auch angeklagt und nur eine Person zum Tode verurteilt) und die kommunistischen Parteien in den Untergrund getrieben. Nach der Kapitulation Japans, am 15. Oktober 1945 wurde das Gesetz durch kaiserlichen Erlass aufgehoben.